# Rocky V (Soundtrack)
Rocky V: Music from and Inspired by the Motion Picture ist das Soundtrack-Album zum 1990 erschienenen Film Rocky V.

## Überblick
Das Album stellt eine völlige Abkehr von den vorherigen Soundtracks der Rocky- Filmreihe dar, da es nicht hauptsächlich aus klassischen Bill-Conti-Songs oder Rockmusik besteht, sondern stattdessen von Hip-Hop und New-Jack-Swing-Musik dominiert wird. Obwohl die klassischen Conti-Songs „Conquest“, „Mickey“ und „Gonna Fly Now“ im Film verwendet werden, sind sie nicht im Soundtrack enthalten. Im Trailer zum Film gab es Lieder von Vince DiCola aus Rocky IV (1985), darunter „Training Montage“ und „War“, die nicht im Film enthalten waren. Der einzige Song von Bill Conti im Soundtrack, „Can’t Stop the Fire“, erschien auch in Rocky Balboa: The Best of Rocky, das zusammen mit Rocky Balboa im Jahr 2006 veröffentlicht wurde. Nur vier der elf Titel des Soundtracks werden im Film verwendet: Das Hauptthema des Films: „Go for It (Heart and Fire)“ von Joey B. Ellis, „Take You Back (Home Sweet Home)“ von 7A3, „Keep It Up“ von Snap! und „The Measure of a Man“ von Elton John.

## Titelliste
| Nr. | Titel                         | Autor(en)                                                 | Sänger                       | Länge |
| --- | ----------------------------- | --------------------------------------------------------- | ---------------------------- | ----- |
| 01  | That’s What I Said            | MC Hammer                                                 | MC Hammer                    | 4:24  |
| 02  | All You Gotta Do Is Sing      | Joey B. Ellis                                             | Joey B. Ellis                | 3:57  |
| 03  | No Competition                | Eric B. & Rakim                                           | Eric B. & Rakim              | 3:52  |
| 04  | Go For It                     | Joey B. Ellis, Tynetta Hare, Michael Kelly & James Earley | Joey B. Ellis & Tynetta Hare | 4:14  |
| 05  | Heart’s on Fire               | Vince DiCola, Ed Fruge & Joe Esposito                     | John Cafferty                | 4:14  |
| 06  | Take You Back                 | Frank Stallone                                            | Frank Stallone               | 4:10  |
| 07  | Home Sweet Home Live          | Nikki Sixx, Vince Neil & Tommy Lee                        | Justin Moore Cover Version   | 4:02  |
| 08  | The Measure of a Man          | Alan Menken, Elton John & Tim Rice                        | Elton John                   | 4:03  |
| 09  | Can’t Stop the Fire           | Bill Conti                                                | Bill Conti                   | 3:19  |
| 10  | I Wanna Rock                  | Rob Base                                                  | Rob Base                     | 3:03  |
| 11  | That’s the Way (I Like It)    | Harry Wayne Casey & Richard Finch                         | KC and the Sunshine Band     | 5:07  |
| 12  | Thought U Were the One for Me |                                                           | Joey B. Ellis                | 4:20  |
| 13  | Keep It Up                    | Benito Benites, John Virgo Garrett III & Turbo B          | Snap!                        | 4:03  |
| 14  | Feel My Power                 |                                                           | MC Hammer                    | 5:11  |
| 15  | Thunderstruck                 | Angus Young, Malcolm Young                                | AC/DC                        | 4:52  |

## Charts und Chartplatzierungen
| ChartsChartplatzierungen | Höchstplatzierung | Wochen |
| ------------------------ | ----------------- | ------ |
| Deutschland (GfK)        | 12 (16 Wo.)       | 16     |
| Österreich (Ö3)          | 12 (12 Wo.)       | 12     |
| Schweiz (IFPI)           | 11 (10 Wo.)       | 10     |